# Parijs-Roubaix 2001
De 99e editie van de wielerklassieker Parijs-Roubaix werd verreden op zondag 15 april 2001. De finish lag na 254,5 km op het Vélodrome André Pétrieux van Roubaix. Winnaar was Servais Knaven.
De overwinning van Knaven in de 99ste editie van Parijs-Roubaix was een overwinning van het collectief van de ploeg Domo-Farm Frites. Knaven had sterke benen, maar de architect van het memorabele moment voor de Nederlandse wielersport was een Belg, Johan Museeuw, die de hem toebedeelde hoofdrol moeiteloos inruilde voor een rol als regisseur, zo constateerde het dagblad Trouw.

## Uitslag
| Parijs-Roubaix 2001 |                   |                       |          |
| Plaats              | Naam              | Ploeg                 | Tijd     |
| Winnaar             | Servais Knaven    | Domo-Farm Frites      | 6u45'00" |
| 2                   | Johan Museeuw     | Domo-Farm Frites      | + 34"    |
| 3                   | Romāns Vainšteins | Domo-Farm Frites      | + 41"    |
| 4                   | George Hincapie   | US Postal             | z.t.     |
| 5                   | Wilfried Peeters  | Domo-Farm Frites      | z.t.     |
| 6                   | Ludo Dierckxsens  | Lampre-Daikin         | z.t.     |
| 7                   | Steffen Wesemann  | Team Deutsche Telekom | z.t.     |
| 8                   | Andrei Tchmil     | Lotto-Adecco          | + 2' 35" |
| 9                   | Chris Peers       | Cofidis               | z.t.     |
| 10                  | Rolf Sørensen     | Team CSC              | + 2' 59" |

1896 · 
1897 · 
1898 · 
1899 · 
1900 · 
1901 · 
1902 · 
1903 · 
1904 · 
1905 · 
1906 · 
1907 · 
1908 · 
1909 · 
1910 · 
1911 · 
1912 · 
1913 · 
1914 · 
1915 · 
1916 · 
1917 · 
1918 · 
1919 · 
1920 · 
1921 · 
1922 · 
1923 · 
1924 · 
1925 · 
1926 · 
1927 · 
1928 · 
1929 · 
1930 · 
1931 · 
1932 · 
1933 · 
1934 · 
1935 · 
1936 · 
1937 · 
1938 · 
1939 · 
1940 · 
1941 · 
1942 · 
1943 · 
1944 · 
1945 · 
1946 · 
1947 · 
1948 · 
1949 · 
1950 · 
1951 · 
1952 · 
1953 · 
1954 · 
1955 · 
1956 · 
1957 · 
1958 · 
1959 · 
1960 · 
1961 · 
1962 · 
1963 · 
1964 · 
1965 · 
1966 · 
1967 · 
1968 · 
1969 · 
1970 · 
1971 · 
1972 · 
1973 · 
1974 · 
1975 · 
1976 · 
1977 · 
1978 · 
1979 · 
1980 · 
1981 · 
1982 · 
1983 · 
1984 · 
1985 · 
1986 · 
1987 · 
1988 · 
1989 · 
1990 · 
1991 · 
1992 · 
1993 · 
1994 · 
1995 · 
1996 · 
1997 · 
1998 · 
1999 · 
2000 · 
2001 · 
2002 · 
2003 · 
2004 · 
2005 · 
2006 · 
2007 · 
2008 · 
2009 · 
2010 · 
2011 ·
2012 · 
2013 ·
2014 ·
2015 ·
2016 ·
2017 ·
2018 ·
2019 ·
2020 · 
2021 · 
2022 · 
2023 · 
2024 · 
2025